# Hussietenoorlogen
Met Hussitische Oorlogen, Hussietenoorlogen of Boheemse Oorlogen wordt een reeks van gebeurtenissen en veldslagen aangeduid die tussen 1419 en ongeveer 1434 plaatsvonden in en vanuit het gebied van het toenmalige koninkrijk Bohemen (tegenwoordig Tsjechië). In deze jaren voerden de Rooms-Duitse keizer en de Rooms-Katholieke Kerk militaire acties uit tegen de protestantse hussieten, vernoemd naar Johannes Hus. De meeste slagen werden gewonnen door de hussieten, die ook de meeste voordelen kregen na afloop van de Hussietische Oorlogen.
De aanleiding was de Eerste Praagse Defenestratie in 1419.

## Hussitische strijdtactiek
De kracht van de hussietische aanvals- en verdedigingstactiek lag in het gebruik van zogenaamde wagenburchten: mobiele forten bestaande uit wageneenheden die in de vorm van gesloten formaties fungeerden als rondtrekkende versterkte legerkampen. Deze zo in slagorde opgestelde versterkte en bewapende karren boden bescherming tegen vijandelijke cavalerie en deze forten deden ook dienst als uitvalsbasis van bijvoorbeeld de eigen cavalerie. Bij strijd werden voor de karren nog zogenaamde pavesen opgesteld, hoge schilden van 120 tot 180 centimeter hoogte die dienden als bescherming van de erachter opgestelde soldaten als kruisboogschutters en hellebaardiers. Iedere wageneenheid beschikte over achttien soldaten, bestaande uit dertien scherpschutters, vier pavesedragers en een wagenmenner.

## Lijst van oorlogen tegen de Hussieten
- Slag bij Živohoště (1419)
- Slag bij Nekmíř (1419)
- Slag bij Sudoměř (1420)
- Slag bij Vítkov Hill (1420)
- Slag bij Vyšehrad (1420)
- Slag bij Brüx (1421)
- Slag bij Kutná Hora (1421)
- Slag bij Nebovidy (1422)
- Slag bij Deutschbrod (1422)
- Slag bij Hořice (1423)
- Slag bij Aussig (1426)
- Slag bij Tachov (1427)
- Slag bij Kratzau (1428)
- Inname, zonder strijd, van Bayreuth (januari 1430), gevolgd door verwoesting van deze stad
- Slag bij Trnava (1430)
- Slag bij Domažlice (1431)
- Slag bij Waidhofen (1431)
- Slag bij Ilava (1431)
- Slag bij Hiltersried (1433)
- Beleg van Pilsen (1433–1434)
- Slag bij Lipany (1434)
- Slag bij Kretsch (1435)
- Slag bij Sellnitz (1438)
- Slag bij Grotniki (1439)